# マイルドヤンキー
マイルドヤンキー（英: mild yankee）は、従来の不良やワルといった従来型のヤンキー程の攻撃性・違法行為性はない人々。マーケティングアナリスト・原田曜平（博報堂 ブランドデザイン 若者研究所）が、2014年1月に定義した概念。2000年以降の旧来のヤンキーの減少に伴い増加した。彼らは地元指向(地元愛)が強く、地元を離れるのを嫌い、生まれ育った土地で慣れ親しんだ友達と家族を大切に暮らすなど地元の同年代の友人や家族との仲間意識を基盤とした生活をベースとする内向き志向などの特徴が見られる。男女とも無理して都会に住むことで起きる経済的なリスクを回避し、無意識に地域社会の中で子育てや介護ができる環境を求めている。親との同居や地方在住であることにより住居費負担が低いことで、消費意欲が高いため、企業は消費傾向に注目している。

## 概要

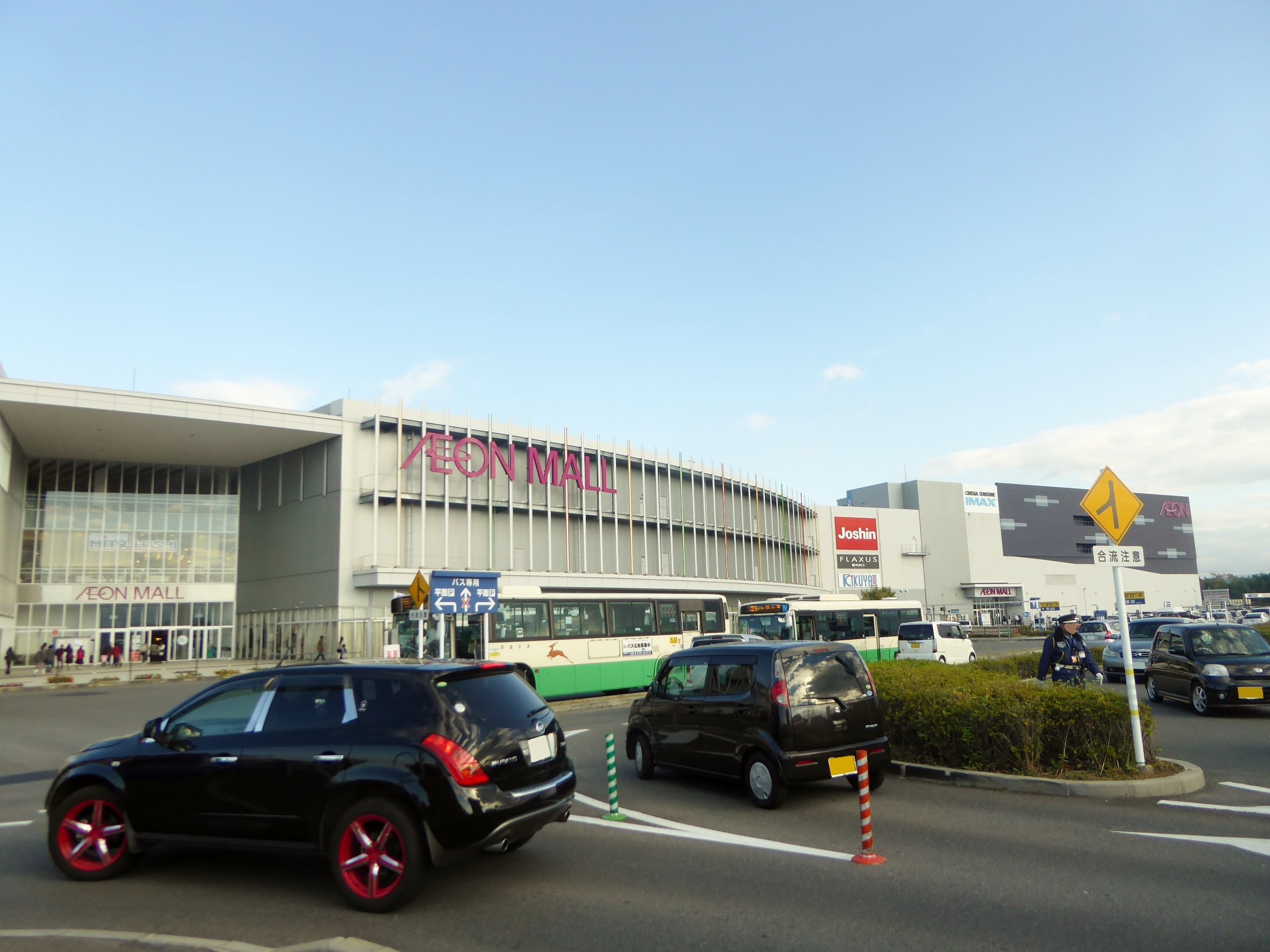
ショッピングモール

提唱者の原田は2014年5月12日放送のNHK「NHKニュースおはよう日本」にVTR出演した際、マイルドヤンキーに多い傾向として以下を挙げた。

- 「絆」「仲間」「家族」という言葉が好き
- “地元”（家から半径5km）から出たくない
- 車（特にミニバン）が好き
- EXILEが好き
- ショッピングモールが好き

—原田曜平、「NHKニュースおはよう日本」2014年5月12日出演時フリップボード
マイルドヤンキーが政治的にも保守層でヘイトスピーチの担い手というような言説があるが、原田によるとそういう意味での保守層ではないということである。

## 批評
不動産投資家の芝山元は2014年3月21日のブログで、在住している格差社会大国であるアメリカでは低学歴層増大、チェーン店増加、高卒向け安定職の海外へのアウトソーシング、製造業主体経済からサービス業主体経済への移行と共に、1980年代以降にアメリカの中間層がジワジワ消えていった流れと昨今の日本が酷似していると主張している。彼は、原田説のほか当時の風潮・風説を総括して以下のように述べ、ハフィントン・ポストで報道されている。

- 生まれ育った地元指向が非常に強い(パラサイト率も高い)
- 郊外や地方都市に在住(車社会)
- 内向的で、上昇指向が低い(非常に保守的)
- 低学歴で低収入
- ITへの関心やスキルが低い
- 遠出を嫌い、生活も遊びも地元で済ませたい
- 近くにあって、なんでも揃うイオンSCは夢の国
- 小中学時代からの友人たちと「永遠に続く日常」を夢見る
- できちゃった結婚比率も高く、子供にキラキラネームをつける傾向
- 喫煙率や飲酒率が高い

—芝山元、「マイルドヤンキー賞賛とその先にあるもの、、、」2014年3月21日
作家の堀田純司は、隠然たる「日本のリアル」を東京の視線が勝手に見失い、勝手に再発見した気になっていると違和感を表明し、「クールジャパン」同様の胡散臭さがあると論じている。
社会思想学者の酒井隆史は、2010年代の「ヤンキー」批判や「反知性主義」批判流行には、いわゆる「文化産業」の担い手や知的労働者が率先しておこなっている階級差別、ネオリベラルのフレームに封じられた「リベラル」があるとする。

## 関連文献
- 原田曜平『ヤンキー経済 消費社会の主役・新保守層の正体』幻冬舎、2014年、ISBN 978-4-3449-8336-6。
- 『若い家族、都心より地元　「コンシューマーＸ」の実像』日本経済新聞2014年7月27日